# كاشف إبراهيم
كاشف إبراهيم (16 نوفمبر 1977 بكراتشي في باكستان - ) هو لاعب كريكت باكستاني. لعب مع Pakistan National Shipping Corporation cricket team ‏ وList of Karachi first-class cricket teams ‏ وSussex Cricket Board ‏.